# Phùng Văn Tửu (chính khách)
Phùng Văn Tửu (1923-1997) là một luật gia, chính khách người Việt Nam. Ông nguyên là Thứ trưởng Bộ Tư pháp, Phó Chủ tịch Quốc hội Việt Nam khóa VIII (1987-1992) và khóa IX (1992-1997) , nguyên Chủ tịch Hội Luật gia Việt Nam (1992-1997) .

## Thân thế
Phùng Văn Tửu sinh ngày 22 tháng 7 năm 1923 tại xã Bát Tràng, huyện Gia Lâm, tỉnh Bắc Ninh (nay thuộc thành phố Hà Nội . Ông là con thứ 2 và là con trai lớn nhất trong gia đình gồm 9 anh chị em (5 gái, 4 trai). Cả bốn anh em trai ông đều được đặt tên là Phùng Văn Tửu.
Tháng 8 năm 1945, ông tham gia công tác tự vệ và thông tin văn hóa tại Bát Tràng, được bầu làm Ủy viên Ủy ban nhân dân lâm thời của xã . Tháng 12 năm 1946, ông được kết nạp vào Đảng Cộng sản Đông Dương.

## Hoạt động trong ngành tư pháp
Do có nền tảng kiến thức Nho học và trình độ Tú tài, ông được bổ nhiệm làm Thẩm phán huyện Hạc Trì (nay thuộc thành phố Việt Trì), tỉnh Phú Thọ. Từ năm 1947, ông làm Bí thư chi bộ cơ quan, sau làm Huyện ủy viên, Phó bí thư Huyện ủy Hạc Trì (Phú Thọ).
Năm 1948, ông tham gia lớp luật do Luật sư Phan Anh, bấy giờ đang giữ chức Bộ trưởng Bộ Kinh tế, thành lập nhằm bổ sung nguồn cán bộ có trình độ cho bộ máy chính quyền Việt Nam Dân chủ Cộng hòa.
Sau khi học xong, ông được bổ nhiệm làm Chánh án Tòa án nhân dân huyện Hạc Trì, sau là Tòa án nhân dân liên huyện Hạc Trì - Lâm Thao (Phú Thọ). Ông cũng kiêm chức Phó bí thư Huyện ủy Lâm Thao (Phú Thọ), Ủy viên chấp hành Công chức Cứu Quốc tỉnh Phú Thọ .
Từ năm 1950 đến năm 1954, ông được điều về Bộ Tư pháp, làm Phó trưởng phòng, sau đó làm Trưởng phòng nghiệp vụ của Bộ, Bí thư chi bộ cơ quan Bộ Tư pháp Việt Nam. Năm 1951, ông là ủy viên Ban chấp hành Công đoàn Hành chính Trung ương .
Từ cuối 1954 - 1959, ông được bổ nhiệm làm Phó Chánh Văn phòng Bộ Tư pháp. Trong thời gian 2 năm (từ 1955 đến 1957), ông được biệt phái sang Ban Thống nhất Trung ương. Năm 1959, ông công tác ở bộ phận tuyên giáo Bộ Tư pháp và đi học ở trường Đảng Nguyễn Ái Quốc .
Từ 1960 - 1980, ông làm Phó Hiệu trưởng phụ trách (từ 1979 làm Hiệu trưởng) Trường cán bộ Tư pháp (nay là Đại học Luật Hà Nội), Bí thư Đảng ủy nhà trường.
Từ cuối 1980 - 1981, ông làm Trưởng đoàn chuyên gia tư pháp tại Campuchia.
Tháng 5 năm 1981, ông được bầu làm đại biểu Quốc hội khóa VII (đại biểu tỉnh Vĩnh Phú), ủy viên Ủy ban Pháp luật của Quốc hội.
Từ tháng 9 năm 1981, ông làm ủy viên Ủy ban Pháp luật của Quốc hội, Thứ trưởng Bộ Tư pháp Việt Nam, ủy viên BCH Hội Luật gia Việt Nam.
Từ tháng 6 năm 1987, ông là đại biểu Quốc hội khóa VIII và được Quốc hội bầu làm Phó Chủ tịch Quốc hội, kiêm Bí thư Đảng ủy cơ quan Văn phòng Quốc hội và Hội đồng Nhà nước.
Từ 1987 – 1992, ông là Tổng Thư ký Hội Luật gia Việt Nam.
Năm 1992, ông được bầu giữ chức Chủ tịch Hội Luật gia Việt Nam, được cử làm Bí thư Đảng Đoàn của Hội và tham gia Ủy ban Trung ương Mặt trận Tổ quốc Việt Nam khóa III.
Từ tháng 9 năm 1992, ông là đại biểu Quốc hội khóa IX và được bầu vào cương vị Phó Chủ tịch Quốc hội, kiêm ủy viên Đảng đoàn Quốc hội.
Ông mất ngày 17 tháng 7 năm 1997 khi còn đương nhiệm và được an táng tại Nghĩa trang Mai Dịch, Hà Nội .

## Trao tặng
- Huy hiệu 50 năm tuổi Đảng.
- Huân chương Độc lập hạng Ba.
- Huân chương Kháng chiến hạng Nhì.
- Huân chương Kháng chiến chống Mỹ cứu nước hạng Nhất.
- Huân chương Hồ Chí Minh (truy tặng 5/1/2011).
- Nhiều huân, huy chương và các danh hiệu cao quý khác.

## Tác phẩm
Sau khi ông mất, Viện nghiên cứu Khoa học pháp lý, Bộ Tư pháp, và gia đình đã tập hợp các bài viết, bài nói của ông xuất bản thành tác phẩm "Xây dựng, hoàn thiện nhà nước và pháp luật của dân, do dân và vì dân ở Việt Nam" (Nhà xuất bản Chính trị Quốc gia, Hà Nội, 1999) . Cuốn sách gồm bốn phần:
- Phần 1: Nền tảng pháp lý của Nhà nước Cộng hòa Xã hội Chủ nghĩa Việt Nam, gồm 6 bài viết.
- Phần 2: Về xây dựng Quốc hội nước Cộng hòa Xã hội Chủ nghĩa Việt Nam, gồm 6 bài viết.
- Phần 3: Đẩy mạnh đổi mới tổ chức và hoạt động của các cơ quan tư pháp, gồm 5 bài viết.
- Phần 4: Bảo đảm quyền làm chủ của nhân dân, gồm 4 bài viết.

## Gia đình
Thân sinh ra ông là Phùng Văn Trinh (1895 - ?) và Lê Thị Cầu (1895 - ?), đều ở Bát Tràng, Hà Nội. Phùng Văn Trinh là một nhà giáo yêu nước, góp phần truyền bá chữ quốc ngữ và tình yêu quê hương, đất nước cho nhiều thế hệ cán bộ cách mạng ở vùng Nam Sách, Hải Dương. Tên của Ông được đặt cho Trường Tiểu học Phùng Văn Trinh (xã Đồng Lạc, huyện Nam Sách, tỉnh Hải Dương) .
Gia đình ông Phùng Văn Tửu có 9 anh chị em (5 gái, 4 trai). Cả bốn anh em trai ông đều được đặt tên là Phùng Văn Tửu. Ngoài ông là con trai cả, 3 người em trai còn lại là:
- GS. Phùng Văn Tửu (Tửu em), nhà giáo, dịch giả, nhà nghiên cứu phê bình văn học Pháp và văn học phương Tây thế kỷ XX;
- NGƯT. Phùng Văn Tửu (Tửu ba), nguyên Hiệu trưởng Trường công nhân cơ khí nông nghiệp (nay là Trường Cao đẳng nghề Cơ khí Nông nghiệp, Vĩnh Phúc);
- Phùng Văn Tửu (Tửu nít) - sĩ quan quân đội nghỉ hưu.

Chị cả của ông là Phùng Lê Trân (tên thật là Thi) nguyên thẩm phán Tòa án nhân dân thành phố Hà Nội, chủ tọa phiên tòa xét xử ông Tạ Đình Đề những năm 1970 và tuyên ông vô tội bất chấp sức ép từ trên xuống.
Vợ của ông Phùng Văn Tửu là bà Phạm Thị Ưng (1923 - 2008), quê quán tại Bát Tràng, Gia Lâm, Hà Nội. Ông bà sinh được 4 người con (3 gái, 1 trai), hiện đều sinh sống và công tác tại các cơ quan nhà nước ở Hà Nội. 
Con trai của ông là Phùng Hữu Hào, hiện nay (2012) là Phó Cục trưởng Cục Quản lý chất lượng nông lâm sản và thủy sản, Bộ Nông nghiệp và phát triển nông thôn. Một con gái là Phùng Thị Kim Loan theo nghề luật của ông, hiện (2012) là Thẩm phán Tòa án nhân dân thành phố Hà Nội. Ông có người con rể cả là Đặng Đình Lâm, nguyên Thứ trưởng Bộ Thông tin truyền thông và người con rể thứ hai là Hoàng Duy Phú, hiện nay (2014) là Phó Cục trưởng Cục Phục vụ Ngoại giao đoàn, Bộ Ngoại giao.